# Nicholas Bett
Nicholas Kiplagat Bett (1990. január 30. – 2018. augusztus 8.) világbajnok kenyai atléta, gátfutó.

## Pályafutása
A 2014-es Afrika-bajnokságon Marrákesben aranyérmes lett 400 m gáton és 4 × 400 váltóban. A 2015-ös pekingi világbajnokságon aranyérmes lett 400 m gátfutásban. Részt vett a 2016-os Rio de Janeiro-i olimpián, de eredmény nélkül zárta a versenyt.

## Halála
2018. augusztus 8-án Lessos város közelében elvesztette az irányítást az autója felett. Az út szélének ütközött majd az árokban állt meg a kocsival. Bett azonnal meghalt.

## Sikerei, díjai
- Világbajnokság
  - aranyérmes: 2015, Peking (400 m gát)
- Afrika-bajnokság
  - bronzérmes (2): 2014 (400 m gát, 4 × 400 váltó)